# Mimivirus
Mimivirus è un genere virale contenente una sola specie ad oggi identificata cui è stato attribuito il nome Acanthamoeba polyphaga mimivirus (APMV), facente parte della famiglia Mimiviridae.
Nel linguaggio colloquiale, l'APMV è più comunemente definito con la sola denominazione di “Mimivirus”.
Fino alla scoperta del più grande Pandoravirus nel 2013, questa specie possedeva il più grande capside fra tutti i virus conosciuti. Il Mimivirus possiede un genoma più esteso e complesso della maggior parte dei virus.

## Scoperta
L'APMV venne scoperto in modo del tutto casuale all'interno di una cellula dell'ameba Acanthamoeba polyphaga, dalla quale ha preso il nome, nel 1992 durante delle ricerche sulla malattia del legionario. Il virus venne identificato attraverso la tecnica della colorazione di gram e, per questo, erroneamente classificato come batterio gram-positivo. In conseguenza di ciò venne chiamato “Bradforcocco” poiché l'ameba dalla quale era stato isolato venne raccolta nel distretto di Bradford, in Inghilterra. Nel 2003, ricercatori della Université de la Méditerranée a Marsiglia, Francia, pubblicarono un articolo sulla rivista “Science” nel quale affermarono di aver identificato il microorganismo come un virus.
Il Mimivirus potrebbe essere l'agente eziologico di alcune forme di polmonite; comunque, questa è una ipotesi basata solamente sull'evidenza della formazione di anticorpi diretti contro questo organismo nel sangue di pazienti colpiti da polmonite. Anche se la classificazione di Mimivirus come un agente patogeno è provvisoria, l'evidenza dimostra una nutrita serie di elementi di prova che può causare la polmonite virale.

## Classificazione
Mimivirus è stato inserito dalla Commissione Internazionale per la Tassonomia dei Virus nella famiglia Mimiviridae, e fa parte del gruppo I della classificazione di Baltimore.
Mimivirus appartiene al phylum di grandi virus conosciuto come grandi virus nucleo-citoplasmatici a DNA (NCLDV, nome scientifico Nucleocytoviricota). Essi sono tutti virus di grandi dimensioni che mostrano in comune sia caratteristiche molecolari che genomi molto complessi. Il genoma del Mimivirus possiede inoltre circa 21 geni che codificano per omologhi di proteine che sono state ritrovate con un alto grado di conservazione in quasi tutti i NCLDV, e ricerche successive tenderebbero a mostrare che il Mimivirus sia il membro divergente più recente in questo gruppo.

## Struttura

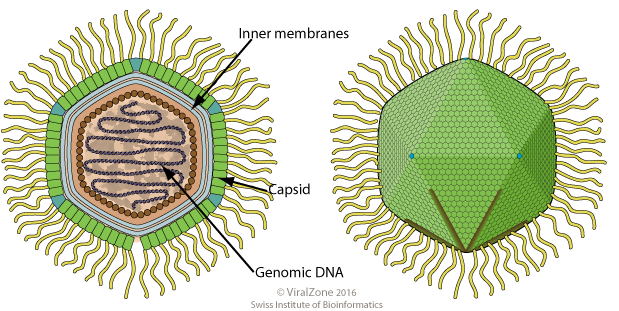
Disegno schematico di un virione del genere Mimivirus (sezione trasversale e vista laterale)

Il Mimivirus è il virus più grande conosciuto, con un capside del diametro di 400 nanometri. Filamenti proteici della lunghezza di 100 nanometri dipartono dalla superficie del capside, incrementando il diametro totale del virus a 600 nanometri. Molti testi scientifici considerano questa misura molto approssimata, preferendo includere il diametro più probabile dell'organismo in range compreso fra 400 e 800 nanometri dipendentemente da quanto la lunghezza totale del capside e del virione siano misurate.
Il capside appare esagonale se visto con un microscopio elettronico, quindi si può ragionevolmente supporre che la simmetria del capside stesso sia icosaedrica. Esso non sembra possedere un pericapside, o envelope, suggerendo che il virus non esca dalla cellula ospite per gemmazione ma che invece ne venga liberato in seguito alla lisi della stessa.
Il mimivirus ha in comune con gli altri NCLDV molte caratteristiche morfologiche. Poiché molti virus di questo gruppo presentano un rivestimento (envelope) lipidico interno circondante il “nucleo” interno, i biologi M. Suzanne-Monti ed altri hanno suggerito che anche questo virus possa presentare una struttura analoga, sebbene non sia ancora stata osservata direttamente.
Il denso cuore centrale del virione appare come una regione scura nelle immagini al microscopio elettronico. Il grande genoma del virus risiede completamente in quest'area.
Dalla purificazione dei virioni possono essere isolati molti trascritti di mRNA. Come per altri NCLDV, sono stati riscontrati anche trascritti per la DNA polimerasi, una proteina del capside ed un fattore di trascrizione TFII-simile. Inoltre, tali ricerche hanno mostrato la presenza di tre differenti trascritti di enzimi amminoacil-tRNA sintetasi e quattro molecole sconosciute di RNA tipiche di questo genere di virus. Questi trascritti pre-impacchettati possono essere tradotti in enzimi senza che avvenga una preventiva espressione genica da parte del patrimonio genetico virale e dovrebbero essere necessari per la corretta replicazione del mimivirus. Anche altri virus a DNA, come il citomegalovirus umano e l'Herpesvirus presentano dei trascritti di RNA pre-impacchettati.
Un ceppo di Mimivirus conosciuto come Mamavirus si è rivelato il primo virus al mondo a possedere un suo proprio virus parassita, soprannominato "Sputnik"

## Genoma
Il genoma del mimivirus è una molecola lineare e continua di DNA a doppio filamento, contenente 1,2 milioni di coppie di basi. Ciò lo rende il più grande genoma virale mai riscontrato, superando di poco più del doppio il precedente detentore del record, il miovirus “Batteriofago G”.
Inoltre, esso è più esteso del genoma di 30 organismi cellulari.
In relazione al suo enorme genoma, il mimivirus possiede all'incirca 911 geni codificanti per proteine, superando decisamente il numero minimo di 4 geni che è richiesto ad un virus per poter completare correttamente il ciclo vitale. Analisi del suo genoma hanno mostrato la presenza di geni mai riscontrati in altri virus, inclusi geni codificanti per le amminoacil-tRNA sintetasi, ed altri che erano precedentemente ritenuti come tipici ed esclusivi degli organismi cellulari. Come altri grandi virus a DNA, il mimivirus contiene molti geni coinvolti nel metabolismo di amminoacidi, zuccheri e lipidi, ma anche altri geni metabolici mai riscontrati in altri virus (M. Suzan-Monti, 2006).
Circa il 90% del genoma virale ha capacità di codificare, mentre il restante 10% sembrerebbe essere semplice DNA non codificante.

## Replicazione
Ciò che fa sì che il mimivirus debba essere considerato un virus e non un batterio, è la modalità di replicazione, non autonoma. Lo svolgimento del processo replicativo del mimivirus non è ancora completamente compreso, ma come minimo è noto che il mimivirus si attacca ad un recettore sulla membrana della cellula dell'ameba e dopo di ciò entra all'interno della stessa per endocitosi. Una volta all'interno, inizia una “fase di eclissi”, durante la quale il virus sparisce e la cellula appare completamente sana e inalterata.
Dopo circa quattro ore piccoli accumuli proteici possono essere riscontrati in alcune aree della cellula. Otto ore dopo l'infezione molti virioni di mimivirus risultano chiaramente visibili nella cellula. Il citoplasma della cellula continua a riempirsi di virioni appena sintetizzati e circa 24 ore dopo l'infezione iniziale la cellula probabilmente scoppia rilasciando i nuovi mimivirus.
Poco è conosciuto riguardo ai dettagli della replicazione, probabilmente consistente in attacco alla superficie della cellula ed ingresso, rilascio del genoma conservato nel “core”, trascrizione, traduzione, assemblaggio e rilascio della progenie virale.
Tuttavia, gli scienziati hanno stabilito le linee generali del processo utilizzando micrografie elettroniche delle cellule infette in vari momenti dopo l'ingresso del virione.
Queste micrografie mostrano che il capside del mimivirus viene assemblato nel nucleo, mentre il DNA acquista un rivestimento interno di membrane lipidiche attraverso gemmazione dalla membrana nucleare, e la presenza di particelle molto simili a quelle prodotte da molti altri virus, compresi tutti gli NCLDV.
Queste particelle sono conosciute in altri virus come “fabbriche virali” e contribuiscono ad un efficiente assemblaggio dei virioni attraverso l'alterazione di vaste aree della cellula ospite.

## Implicazioni nella definizione di “vita”
Il mimivirus possiede molte caratteristiche che lo pongono al confine fra viventi e non-viventi. Le sue dimensioni sono analoghe a quelle di molti organismi batterici, come rickettsie e molti altri procarioti, possiede un genoma di dimensioni comparabili a molti procarioti anche non parassiti, che codifica proteine apparentemente inutili per un normale virus  In più, esso contiene geni che codificano per enzimi coinvolti nella sintesi di nucleotidi e amminoacidi, che non sono presenti in molti virus parassiti intracellulari obbligati. Ciò significa che differentemente da questi virus il mimivirus non dipende dal genoma della cellula ospite per l'espletazione dei processi metabolici necessari alla loro produzione. Esso tuttavia non possiede i geni per le proteine ribosomiali e dipende perciò dal suo ospite per sintesi proteica e processi energetici. Questi fattori combinati insieme hanno portato gli scienziati a chiedersi se il mimivirus si possa considerare una forma di vita distinta, appartenente ad un ulteriore dominio oltre ai normali eucarioti, batteri ed archea. Nondimeno, il mimivirus non mostra delle caratteristiche che sono considerate essenziali nella corrente definizione di vita: omeostasi, risposta agli stimoli, crescita e riproduzione nel senso classico o divisione cellulare.